# Mina Aït Hammou
Mina Aït Hammou, född den 18 juli 1978 i Kenitra, är en marockansk friidrottare som tävlar i medeldistanslöpning främst 800 meter. 
Aït Hammou deltog vid Olympiska sommarspelen 2000 där hon blev utslagen i försöken. Vid Afrikanska mästerskapen i friidrott 2002 slutade hon på tredje plats på 800 meter på tiden 2.03,94. Hon var i final vid VM 2003 där hon blev fyra på tiden 2.01,09. Hon avslutade friidrottsåret med att bli trea vid IAAF World Athletics Final i Monaco.
Under 2004 deltog hon vid Olympiska sommarspelen i Aten där hon blev utslagen i semifinalen. Även detta år blev hon trea vid IAAF World Athletics Final. 
Vid både VM 2005 och 2007 blev hon utslagen i semifinalen. Under 2008 blev hon avstängd i ett år då hon missat tre dopingtest. Avstängningen gjorde att hon inte kunde delta vid Olympiska sommarspelen 2008.

## Personliga rekord
- 800 meter - 1.57,82